# San Francisco el Cuyo
San Francisco el Cuyo är en ort i Mexiko.   Den ligger i kommunen Catazajá och delstaten Chiapas, i den sydöstra delen av landet, 800 km öster om huvudstaden Mexico City. San Francisco el Cuyo ligger 5 meter över havet och antalet invånare är 155.
Terrängen runt San Francisco el Cuyo är mycket platt. Runt San Francisco el Cuyo är det ganska glesbefolkat, med 26 invånare per kvadratkilometer. Närmaste större samhälle är Catazajá, 14,3 km söder om San Francisco el Cuyo. Omgivningarna runt San Francisco el Cuyo är en mosaik av jordbruksmark och naturlig växtlighet.